# .cy
.cyは、国別コードトップレベルドメイン (ccTLD)の一つで、キプロスに割り当てられている。なお、北キプロスにはccTLDが割り当てられておらず、.nc.trを使用している。
登録は、キプロス居住者やキプロスにある会社や組織に限られている。登録に際して、個人または会社登録番号が求められている。それぞれのサブドメインに対してさらにいくつかの制限があるが、.com.cyはキプロスの実体に対して特に制限はない。
また規約により転売目的での登録は禁止されている。

## サブドメイン
- ac.cy - 研究、調査機関
- net.cy - インターネットやネットワークのサービスプロバイダ
- gov.cy - 政府機関
- org.cy - 非営利組織
- pro.cy - 専門の組織
- name.cy - 自然人
- ekloges.cy - 選挙に関係する団体や個人
- tm.cy - 公的に登録した商標
- ltd.cy - 民間または公共の有限会社
- biz.cy - その他登録された会社
- press.cy - 出版に関連した組織や実体。
- parliament.cy - キプロス議会と関連する実体
- com.cy - 商業的実体（ただし、キプロスの実体であれば制限はない）